# Pierre de Vissac
Pour les articles homonymes, voir Vissac (homonymie).
Pierre de Vissac, deuxième fils d’Étienne et d'Alix de Poitiers, était évêque de Saint-Flour.

## Biographie
Il fut conseiller clerc au parlement de Paris, chanoine de l’église de Meaux puis doyen du chapitre de Brioude. Nommé par le pape Clément VII le 30 mars 1383, il prit possession de son siège le 27 juin 1385. Toutefois, le chœur de la cathédrale s'écroula vers le 3 août 1396. Pierre de Vissac fut alors nommé évêque de Lavaur le 27 mai 1396 par une bulle du pape Benoît XIII.
Il mourut à la fin de 1404 et fut inhumé le 2 janvier 1405. Il fut également avocat au parlement de Paris.

### articles connexes
- Gallia Christiana
- Liste des familles nobles d'Auvergne
- Liste des évêques de Saint-Flour
- Liste des évêques de Lavaur